# 2014년 레소토 쿠데타

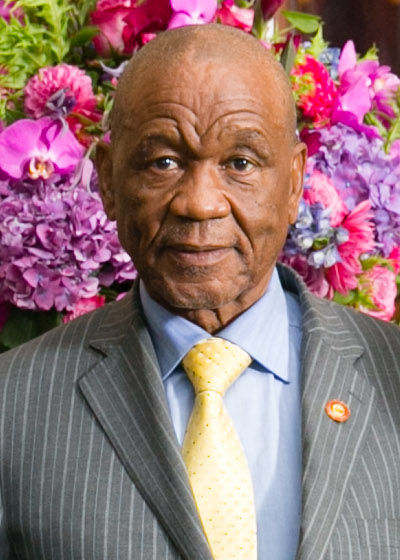

2014년 레소토 쿠데타는 2014년 8월 30일에 아프리카의 레소토에서 벌어진 쿠데타이다. 레소토의 총리인 톰 타바네는 신변에 위협을 받아 안전해질 때까지 이웃 나라인 남아프리카 공화국으로 피신했다고 밝혔다. 현재까지 사망자는 총격전으로 인해 군인 1명, 경찰 4명이 사망했으며, 군 부대가 수도 마세루에 위치한 주요 건물들을 포위한 뒤로는 사태가 어느 정도 진정되었다고 보고되었다.
2014년 9월 3일 남아프리카공화국으로 피신했던 총리가 귀국했다고 전해졌다.